# Osbaldwick
Osbaldwick est un village et une paroisse civile du Yorkshire du Nord, en Angleterre. Il est situé à trois kilomètres à l'est du centre-ville d'York. Administrativement, il relève de l'autorité unitaire de la Cité d'York. Au recensement de 2011, il comptait 2 902 habitants.
Le village est attesté dans le Domesday Book sous le nom Osboldewic. Jusqu'en 1996, Osbaldwick relevait du district du Ryedale.